# Ironman 70.3 Timberman

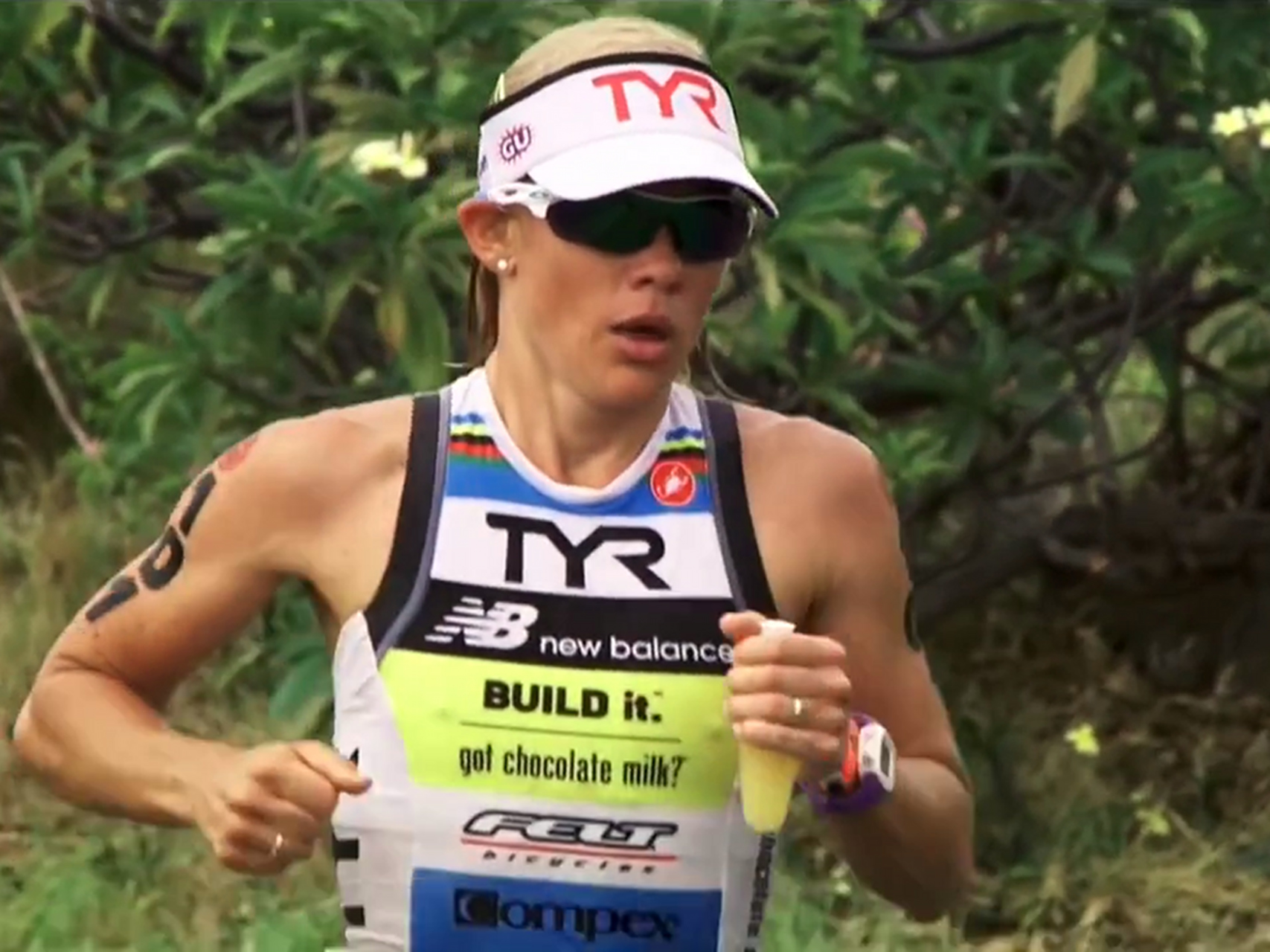
Mirinda Carfrae – die Siegerin von 2016

Der Ironman 70.3 Timberman ist eine 2001 erstmals ausgetragene Triathlon-Sportveranstaltung der Ironman 70.3-Serie in Neuengland (New England, Nordamerika).

## Organisation
Weltweit werden von der World Triathlon Corporation (kurz WTC) jährlich über zwanzig Rennen über die Distanz 1,9 km Schwimmen, 90 km Radfahren und 21,1 km Laufen vergeben. Aus der Gesamtdistanz von 113 km bzw. 70,3 Meilen bei einem leitet sich der Name ab.
Im Jahr 2010 wurde der Triathlon über die Mitteldistanz in Gilford (New Hampshire) in den Vereinigten Staaten das zehnte Mal ausgetragen. Die Britin Chrissie Wellington erreichte 2011 bei den Frauen den vierten Sieg in Folge und der US-Amerikaner Andy Potts erzielte hier 2013 seinen vierten Sieg.
2014 waren hier etwa 1800 Athleten am Start – davon 561 Frauen. Die 15. Austragung fand hier am 16. August 2015 statt und Andy Potts konnte hier seinen Titel erfolgreich verteidigen und bereits zum fünften Mal gewinnen.
Nach der Austragung 2016 wurde für 2017 keine nächstes Rennen angekündigt und bis 2020 gab es hier keines. 2021 wurde das Rennen wieder aufgenommen.

## Siegerliste
| Datum/Jahr    | Männer            | Männer            | Männer            | Frauen                  | Frauen            | Frauen                     |
| Datum/Jahr    | Erster Platz      | Zweiter Platz     | Dritter Platz     | Erster Platz            | Zweiter Platz     | Dritter Platz              |
| ------------- | ----------------- | ----------------- | ----------------- | ----------------------- | ----------------- | -------------------------- |
| 22. Aug. 2021 |                   |                   |                   | Tamara Jewett           | Mirinda Carfrae   |                            |
| 21. Aug. 2016 | Tyler Butterfield | Michael Weiss     | Chris Baird       | Mirinda Carfrae         | Magali Tisseyre   | Jennifer Spieldenner       |
| 16. Aug. 2015 | Andy Potts -5-    | Timothy O’Donnell | Cameron Dye       | Angela Naeth            | Heather Jackson   | Rachel Joyce               |
| 17. Aug. 2014 | Leon Griffin      | Igor Amorelli     | Chris Leiferman   | Melissa Hauschildt -2-  | Linsey Corbin     | Valentina Carvallo         |
| 18. Aug. 2013 | Andy Potts -4-    | Leon Griffin      | Andreas Dreitz    | Melissa Hauschildt      | Amanda Stevens    | Amber Ferreira             |
| 19. Aug. 2012 | Joseph Gambles    | Leon Griffin      | Kevin Collington  | Heather Wurtele         | Caitlin Snow      | Linsey Corbin              |
| 21. Aug. 2011 | Rasmus Henning    | Mike Caiazzo      | Stephan Vuckovic  | Chrissie Wellington -4- | Caitlin Snow      | Annie Gervais              |
| 22. Aug. 2010 | Andy Potts -3-    | Raynard Tissink   | Timothy O’Donnell | Chrissie Wellington -3- | Angela Naeth      | Heather Jackson            |
| 23. Aug. 2009 | Andy Potts -2-    | Alberto Casadei   | Massimo Cigana    | Chrissie Wellington -2- | Catriona Morrison | Magali Tisseyre            |
| 17. Aug. 2008 | Andy Potts        | Fraser Cartmell   | Simon Lessing     | Chrissie Wellington     | Amanda Stevens    | Cynthia Wilson             |
| 19. Aug. 2007 | Simon Lessing     | Björn Andersson   | Michael Lovato    | Desirée Ficker          | Kate Major        | Dede Griesbauer            |
| 17. Aug. 2006 | Björn Andersson   | Michael Lovato    | Matt Seeley       | Karen Smyers -2-        | Kate Major        | Kim Loeffler               |
| 21. Aug. 2005 | Chris Legh        | Marcel Vifian     | Michael Lovato    | Susan Williams          | Kate Major        | Danielle Sullivan          |
| 22. Aug. 2004 | Michael Lovato    | Pete Jacobs       | Todd Wiley        | Karen Smyers            | Heather Gollnick  | Veronique Fortin           |
| 17. Aug. 2003 | Peter Reid        | Ryan Jones        | Jon Kawaja        | Lori Bowden             | Donna Kay-Ness    | Courtney Bennigson         |
| 18. Aug. 2002 | Travis Kuhl       | Matt Seeley       | Bill Reeves       | Beth Zinkand            | Helen Zaikoff     | Allie Lawler               |
| 12. Aug. 2001 | Nathaniel Hammond | Dominic Gillen    | Bill Reeves       | Karen L. Holloway       | Stephanie Gould   | Amy Hollingsworth Caldwell |